# Berlin-Pichelsdorf

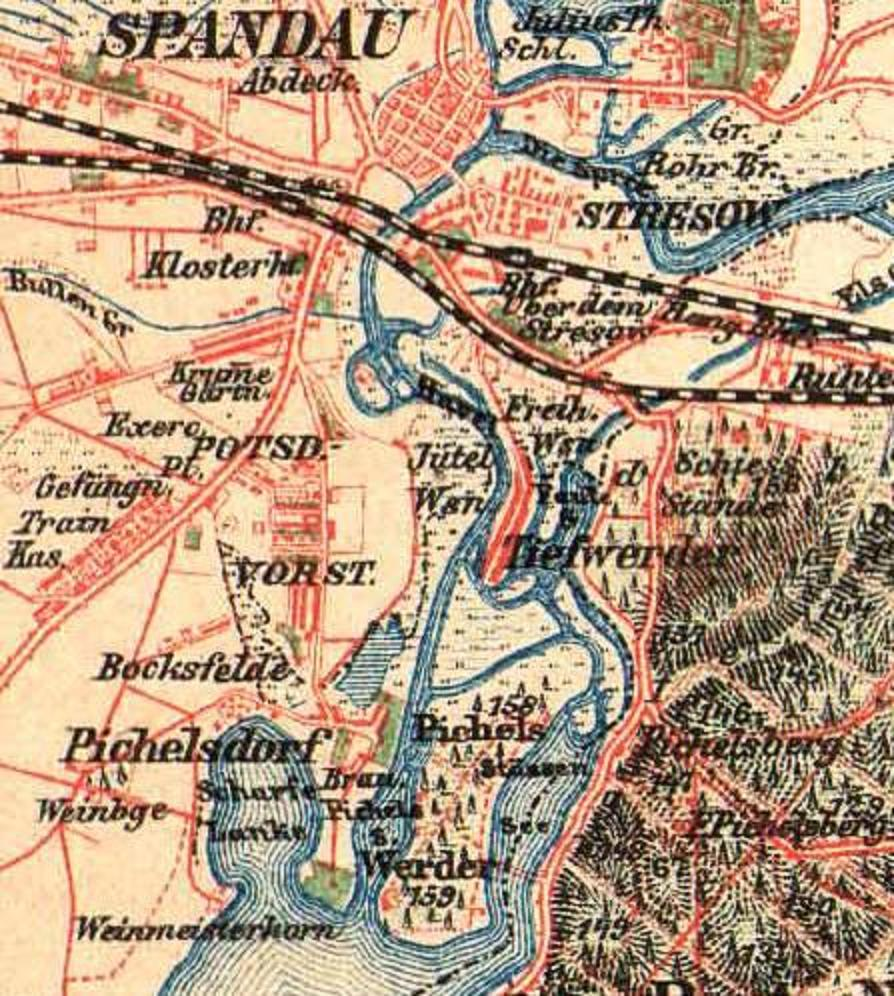
Pichelsdorf vor dem Bau der Heerstraße auf einem Plan von 1899

Pichelsdorf ist eine Ortslage im Berliner Ortsteil Wilhelmstadt (Bezirk Spandau).

## Geografie
Das einstige Fischerdorf Pichelsdorf liegt auf einer Halbinsel, die im Osten von der Havel und vom Pichelssee sowie im Westen vom Grimnitzsee und der Scharfen Lanke (auch „Pichelsdorfer Fenster“ genannt) umschlossen wird. Am gegenüberliegenden Ufer von Havel und Pichelssee liegt die Insel Pichelswerder.

## Geschichte
Pichelsdorf wurde 1375 im Landbuch Kaiser Karls IV. erstmals erwähnt. Der Name bezieht sich auf Pichel, eine alte Bezeichnung für Pech, und verweist auf die früher dort betriebene Gewinnung von Holzteer. Am Anfang des 19. Jahrhunderts gründete der Engländer John B. Humphreys in Pichelsdorf eine Werft und baute das erste Dampfschiff in Preußen, die 1817 und 1818 auf der Havel und Spree verkehrende Prinzessin Charlotte von Preußen. Später wurden auch noch eine Brauerei und eine Porzellanfabrik errichtet. Mit der Fertigstellung der Heerstraße am Anfang des 20. Jahrhunderts wurde das Dorf in zwei Bereiche geteilt. Bis zur Eingemeindung nach Groß-Berlin im Jahr 1920 war Pichelsdorf eine eigenständige Landgemeinde im Landkreis Osthavelland. Bei der Volkszählung von 1910 hatte der Ort 408 Einwohner.

## Einwohnerentwicklung
| Jahr | Einwohner |
| ---- | --------- |
| 1858 | 191       |
| 1871 | 193       |
| 1880 | 306       |
| 1890 | 409       |
| 1900 | 444       |
| 1910 | 408       |
| 1919 | 399       |
| 1925 | 493       |
| 1931 | 526       |
| 1937 | 868       |

Die Einwohnerzahlen beziehen sich bis 1919 auf die Gemeinde Pichelswerder und von 1925 bis 1937 auf den Ortsteil Pichelswerder.

## Bebauung
Das älteste heute noch erhaltene Haus in Pichelsdorf ist der einstige Dorfkrug (Alt-Pichelsdorf 30) aus dem Jahr 1786. In unmittelbarer Nähe wurde an der Scharfen Lanke in den 1970er Jahren die Bundeslehr- und Forschungsstätte der DLRG mit einem markanten Turmgebäude errichtet. An den Ufern der Scharfen Lanke und des Pichelssees befinden sich zahlreiche Bootsstege und der Jachthafen Marina Lanke.